# Lycos
Lycos is een internationaal bekende zoekmachine op het internet, die extra diensten levert dan wel leverde zoals e-mail, chat en gratis en betaalde webhosting. De merknaam Lycos wordt gebruikt door twee bedrijven, Lycos, Inc. (eigenaar van de internationale website) en Lycos Europe N.V. (beheerder van acht nationale websites in Europa).

## Lycos Europe
Lycos Europe N.V. is gevestigd in Haarlem en biedt diensten aan in Nederland, Duitsland, Frankrijk, Groot-Brittannië, Italië, Oostenrijk, Spanje en Zwitserland. De servers van Lycos Europe staan in Stockholm, Zweden en in Frankrijk.
De diensten die worden aangeboden, zijn:
- Zoeken
- E-mail
- Webhosting
- Chat
- Games
- Dating

Eind november 2008 werd bekend geworden dat Lycos Europe ophoudt te bestaan en op zoek is naar een koper. Nadat er geen bedrijf werd gevonden dat bereid was om alle activiteiten over te nemen, zijn de meeste diensten op 15 februari 2009 uit de lucht gehaald.
De diensten die nog wel draaien zijn:
- Lycos Tripod (webhosting), dat is overgenomen door het Duitse bedrijf Conversis en zal worden voortgezet onder de naam MultiMania.[3]
- Lycos Chat, dat is overgenomen door het Britse Noesis Systems en zal worden voortgezet als Noesis Chat.[4]
- De betaalde domeinnaamservice is overgenomen door United Internet.
- De zoekmachine, nog beheerd door Lycos zelf.